# 东海尔勒
东海尔勒（Oost Gelre）是荷蘭的一個市镇，位於荷蘭東部，屬於海爾德蘭省。东海尔勒設立於2005年1月1日，是由赫龙洛（Groenlo）和利赫滕福德（Lichtenvoorde）两个市镇合併而成。

## 外部連結
- 维基共享资源上的相關多媒體資源：东海尔勒
- Official website （页面存档备份，存于）